# Catedral Metropolitana de Porto Alegre
A Catedral Metropolitana de Porto Alegre, ou Igreja Matriz de Nossa Senhora da Madre de Deus de Porto Alegre, localiza-se no Centro Histórico da cidade de Porto Alegre, na Praça da Matriz.

## História da paróquia
A história da fundação da Paróquia Nossa Senhora Madre de Deus está intimamente relacionada com a origem da cidade de Porto Alegre. No tempo em que a futura cidade era apenas o porto de Viamão, naquela época a capital, com a chegada dos colonos açorianos e com a presença de alguns soldados paulistas à espera de seguir caminho para as Missões, entendeu-se necessário prover a eles serviços religiosos, sendo designado o padre carmelita Frei Faustino de Santo Antônio de Santo Alberto e Silva, conforme reza a Provisão de 25 de março de 1753. Ergueu-se então uma modesta capela sob a invocação de São Francisco das Chagas, dando-se o nome de São Francisco do Porto dos Casais à povoação que começava a se formar. Esta primitiva capela foi construída junto à Rua da Praia, não passando de um rancho de pau-a-pique.
Em 1755 Frei Faustino foi transferido para Triunfo, deixando o povo novamente dependente do vigário da paróquia de Nossa Senhora da Conceição de Viamão que, devido à grande extensão territorial, não conseguia dar cuidado às gentes fixadas no Porto dos Casais. Assim, Dom Antônio do Desterro, bispo do Rio de Janeiro (cuja diocese se estendia até as terras rio-grandenses), a pedido do Governador da Capitania, Marcelino de Figueiredo, criou, a 26 de março de 1772, a Freguesia de São Francisco do Porto dos Casais, separando-a de Viamão e designando como vigário o padre José Gomes de Faria. Na mesma provisão também solicitava que se erguesse uma nova igreja que pudesse servir de matriz, pois ali não se achava ainda igreja que pudesse servir como tal. Em 18 de janeiro de 1773, o bispo do Rio de Janeiro mudou o orago da recente freguesia de São Francisco para Nossa Senhora Madre de Deus. Todo o território de Porto Alegre pertenceu à paróquia Madre de Deus até 1832, quando foram criadas as paróquias de Nossa Senhora das Dores e Nossa Senhora do Rosário.

## A antiga Matriz

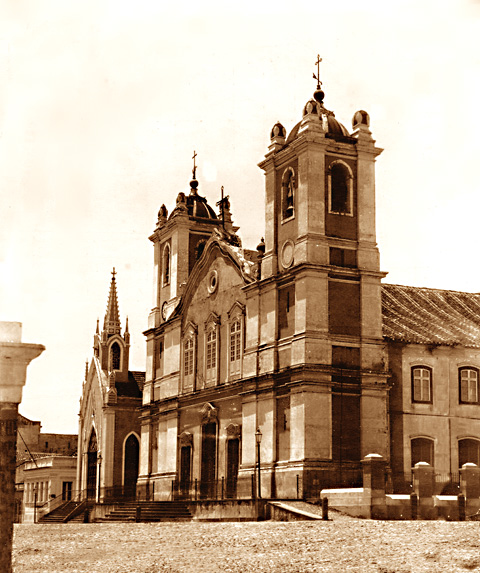
Virgilio Calegari: A antiga Matriz da Mãe de Deus em 1900. À esquerda a antiga capela do Império do Espírito Santo.

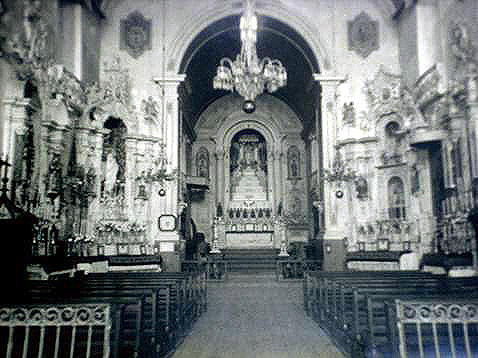
Interior da antiga Matriz.

Com a transferência da capital do estado de Viamão para o Porto dos Casais, patenteou-se a necessidade de se construir uma nova igreja, com dimensões correspondentes ao novo status da cidade. Em 12 de julho de 1772, o vice-rei mandou que se demarcasse um terreno para a construção.
O projeto, em estilo barroco, com um corpo de três aberturas ladeado de dois campanários, veio pronto do Rio de Janeiro em 1774, sendo desconhecido o seu autor. Em junho deste ano as primeiras providências para a construção foram tomadas pela Confraria do Santíssimo Sacramento e pela Irmandade de Nossa Senhora da Madre de Deus, ambas dirigidas pelo padre Faria e pelo governador Marcelino de Figueiredo. As obras só se iniciaram efetivamente em fins de 1779.
O corpo da igreja estava concluído em 1794, mas em 1820, como relatou Saint-Hilaire, as torres ainda estavam inacabadas. Tal estado de incompletude perdurou até a administração do Conde de Caxias, que mandou, em 1846, terminar a torre esquerda, rebocar o externo e consertar o telhado que já se estava arruinando. Desde 1841, a Irmandade do Santíssimo Sacramento, mesmo com o templo inacabado, já se queixava de suas dimensões acanhadas e condições degradadas, desejando erguer outra igreja maior. A 7 de maio de 1848, o Papa Pio IX, pela bula Ad Oves Dominicas Rite Pascendas, criou a diocese de São Pedro do Rio Grande do Sul, designando na mesma Bula como catedral provisória a igreja Matriz de Nossa Senhora Madre de Deus.
A ideia de uma nova construção foi acalentada pelos bispos da época, mas somente com Dom João Becker iniciou-se o estudo para a substituição da velha Matriz. A partir de 1915 foi lançado um concurso para escolha da nova planta, onde foram premiados os desenhos de Theo Wiedersphan e Johan Ole Baade, tendo como vencedor o do arquiteto Jesús Maria Corona, que elaborou um projeto para uma vasta catedral neogótica com cinco naves e torres de 72 m de altura, com uma cripta em estilo manuelino. O projeto encontrou críticas de todos os lados, especialmente da Escola de Engenharia, o que levou ao seu abandono. O fato de seu autor ter fama de anarquista também não ajudou. Os outros dois premiados, Wiederspahn e Baade, eram ambos protestantes, o que pode ter gerado resistências dentro da Igreja Católica. Assim, nenhum era aproveitável, e o Arcebispo remeteu os projetos para Roma e solicitou ao arquiteto da Cúria Romana, Giovanni Battista Giovenale, que procedesse a uma revisão. Giovenalle era um respeitado arquiteto, então professor da Academia de Belas Artes São Lucas de Roma, além de membro da Comissão de Arte Sacra da Basílica de São Pedro. Apesar de o crédito pela obra ter ficado com Giovenalle, Günter Weimer afirma que sua revisão foi sumária, usando largamente o projeto apresentado por Wiederspahn e entregando a maior parte do trabalho técnico para o tcheco Josef Hruby.

## A Catedral de hoje

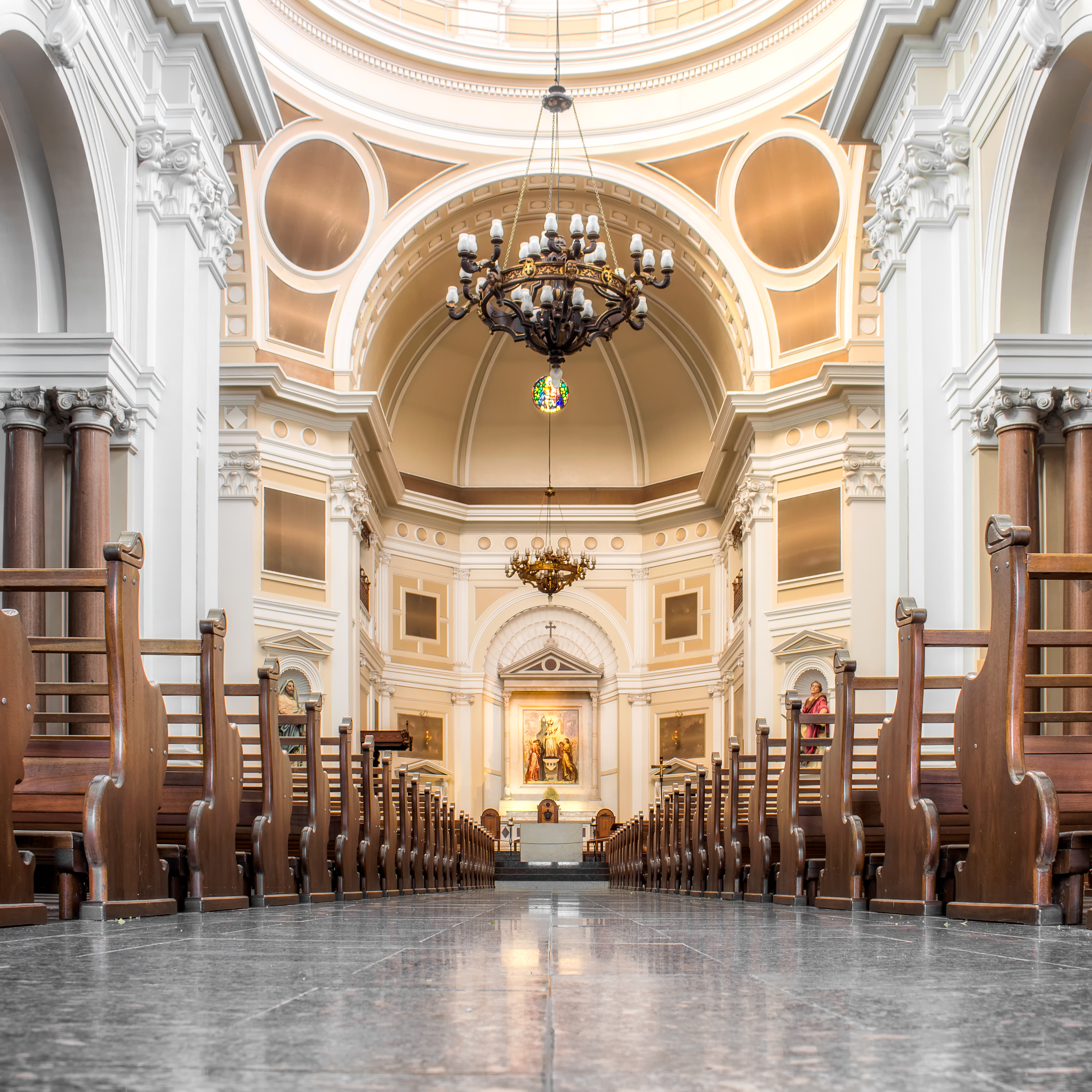
Aspecto da nave principal.

Em 3 de maio de 1920 foram iniciadas as obras de terraplanagem e demolição da Matriz, e a pedra fundamental do novo templo foi lançada a 7 de agosto de 1921. As obras foram coordenadas pelo cura da Sé João Maria Balen, sendo a cripta inaugurada em 20 de março de 1929, para onde foram transferidos os serviços religiosos, possibilitando a demolição final da velha construção e a continuidade das novas obras.
Somente cerca de vinte anos depois é que as celebrações puderam deixar a cripta e serem realizadas na nave da catedral, já sob administração de Dom Vicente Scherer. A completude das torres levou outros vinte anos, inauguradas em 1971, sendo que a cúpula foi terminada no ano seguinte. Foi apenas em 1986, já no arcebispado de Dom Cláudio Colling, que a catedral pôde ser consagrada e dada como concluída, embora recentemente a cúpula tenha sido reformada, recebendo uma cobertura de bronze.
Conservando no desenho geral da fachada a simplicidade e firmeza das linhas que caracterizam a arte da primeira Renascença, foi criado um movimento mais dinâmico pelo contraste dos três corpos salientes (frontispício e torres) com intervalos na altura dos terraços sobre as naves laterais, e dando-lhe também profundidade e claro-escuro, graças aos grandes vãos do pórtico. A cúpula possui 65 metros de altura do nível da praça, com um diâmetro interno de quase 18 metros.

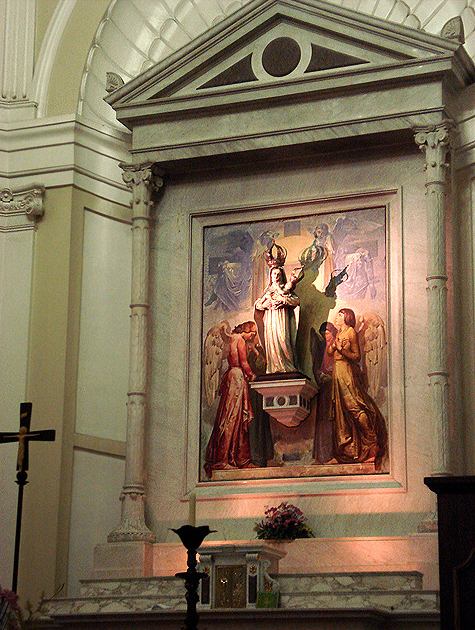
Altar-mor.

Na fachada se destacam os mosaicos do frontispício, executados pela Academia de Mosaicos do Vaticano, representando a história da Igreja no estado. Mostram a Padroeira Maria, a Mãe de Deus, ao centro, ladeada por São Francisco de Assis, o antigo orago, e os mártires jesuítas Roque Gonzales de Santa Cruz, Afonso Rodrigues e Juan del Castillo. Do outro lado estão São Pedro, Padroeiro do Rio Grande do Sul, o Papa Pio IX, criador da diocese, e Santa Teresa de Ávila, protetora da fortaleza que existia no extremo sul do estado. Painéis laterais representam as cenas da Anunciação e da Crucificação, tendo o Pantocrator acima, no tímpano.
O interior possui uma notável majestade e elegância de proporções, e sua arquitetura forma atraentes padrões geométricos, intensificados pelos efeitos de iluminação interna. O altar-mor possui uma bela estátua barroca da Virgem com o Menino Jesus aos braços, entronizada contra uma pintura mural de Aldo Locatelli. Nos braços do cruzeiro foram instalados dois enormes vitrais, um representando São Miguel, e outro Santa Teresa.
A diferença de nível entre a Praça Marechal Deodoro e o pátio superior do antigo seminário, que fica atrás, sendo cerca de oito metros, permitiu a construção de uma grande cripta. Idealizando sua parte externa, Giovenale utilizou elementos decorativos arcaicos, semelhantes a alguns empregados nas antigas edificações dos incas do Peru, revestindo as paredes com enormes pedras de granito rústico e coroando o conjunto com oito gigantescas carrancas de índios. As carrancas, assim como o altar-mor, foram esculpidos por André Arjonas.
Em 2009 a Catedral e o prédio anexo da Cúria Metropolitana foram tombados pela prefeitura de Porto Alegre.

## Galeria de fotos

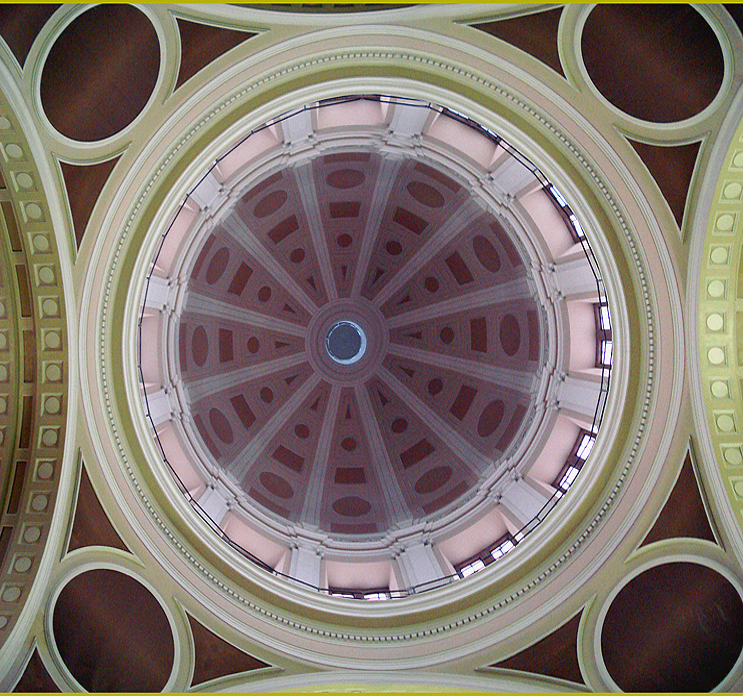
Interior da cúpula
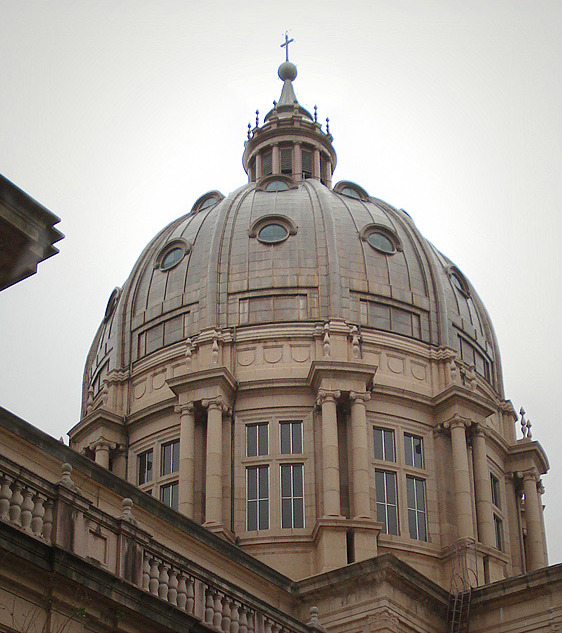
Externo da cúpula
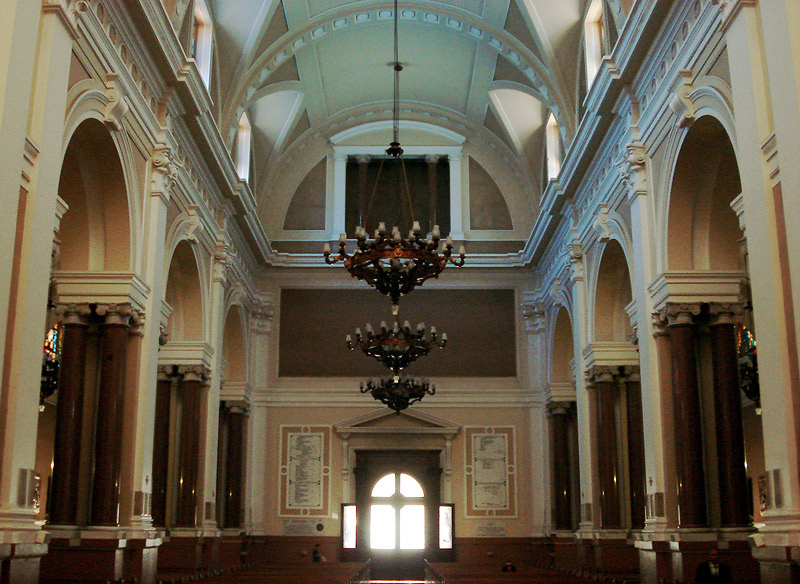
Interior em direção à entrada
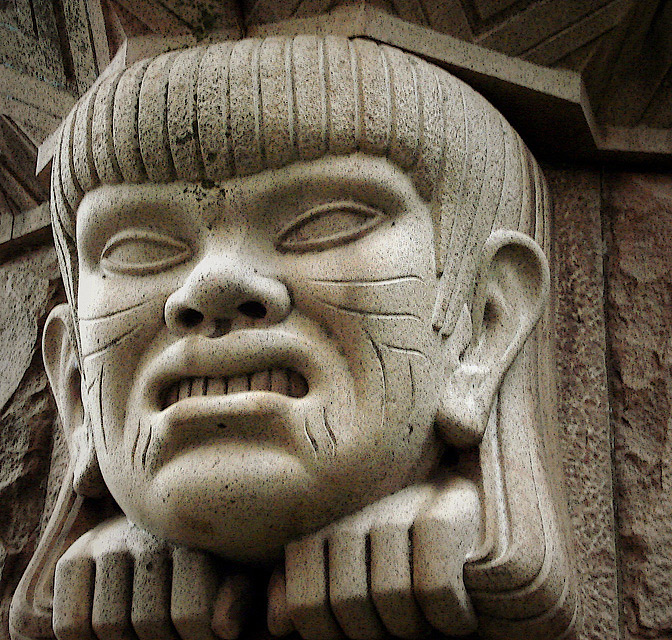
Carranca indígena na cripta